# Toyota 92C-V
Chronologie des modèles
Toyota 91C-V Toyota 93C-V
La Toyota 92C-V est une voiture de course construite par Toyota destinée à participer aux 24 Heures du Mans ainsi qu'au championnat du Japon de sport-prototypes.

## Résultats sportifs
Trois Toyota 92C-V ont été inscrites au Championnat du Japon de sport-prototypes 1992. Ces voitures ont participé à toutes les courses. Le 92C-V a réussi à être sur le podium en quatre occasions sur les six courses, mais n'a pas pu obtenir de victoire.
Deux voitures ont été inscrites aux 24 Heures du Mans 1992, avec les numéros n° 34 et n° 35. Les voitures se sont qulifiées respectivement 11e et 15e sur la grille de départ. Les 92C-V étaient les seules voitures de la classe C2 au départ de la course. Les deux voitures ont terminé, la n° 34 à la 9e place et la n° 35 à la 5e place. Cette dernière a accompli 346 tours, et fini à 6 tours derrière le vainqueur.
| Course            | Date          | no | Écurie                     | Pilotes                                       | Châssis                   | Classement |
| Course            | Date          | no | Écurie                     | Pilotes                                       | Moteur                    | Classement |
| ----------------- | ------------- | -- | -------------------------- | --------------------------------------------- | ------------------------- | ---------- |
| 24 Heures du Mans | 20 au 21 juin | 34 | Trust Racing Team          | Roland Ratzenberger Eje Elgh Eddie Irvine     | 92CV-005                  | 9ème       |
| 24 Heures du Mans | 20 au 21 juin | 34 | Trust Racing Team          | Roland Ratzenberger Eje Elgh Eddie Irvine     | Toyota R36V 3.6L Turbo V8 | 9ème       |
| 24 Heures du Mans | 20 au 21 juin | 35 | Kitz Racing Team with SARD | Stefan Johansson George Fouché Steven Andskär | 92CV-001                  | 5ème       |
| 24 Heures du Mans | 20 au 21 juin | 35 | Kitz Racing Team with SARD | Stefan Johansson George Fouché Steven Andskär | Toyota R36V 3.6L Turbo V8 | 5ème       |